# جوليا جونز
جوليا جونز (بالإنجليزية: Julia Jones)‏ (و. 1981 – م) هي ممثلة، وممثلة تلفزيونية، وعارضة، من الولايات المتحدة الأمريكية، ولدت في بوسطن.

## التعليم
تعلمت في جامعة كولومبيا.

## وصلات خارجية
- جوليا جونز على موقع IMDb (الإنجليزية)
- جوليا جونز على موقع ألو سيني (الفرنسية)
- جوليا جونز على موقع أول موفي (الإنجليزية)
- جوليا جونز على موقع قاعدة بيانات الأفلام السويدية (السويدية)
- جوليا جونز على موقع قاعدة بيانات الفيلم (الإنجليزية)
- جوليا جونز على موقع كينوبويسك (الروسية)